# Shock site
Uno shock site, o sito shock, è un sito web che contiene materiali volutamente atti a offendere o stupire negativamente il visitatore. Il contenuto di questi siti, a volte limitato a una singola immagine o animazione, è estremamente crudo, violento o di carattere pornografico.
Il più famoso shock site è stato probabilmente Goatse.cx, disattivato nel gennaio 2004. Un altro sito, ogrish.com (slogan Can you handle life?), era un portale con forum, blog e wiki. Il suo utilizzo come shock site era dovuto alla quantità di video e immagini violente e crude presenti, per lo più riguardanti incidenti, guerre, crimini, esecuzioni e suicidi. Il sito fu chiuso nel 2005 e il suo contenuto confluì in parte all'interno di LiveLeak, un motore di ricerca per video che privilegia lo stesso genere di materiale. Nel 2010 ogrish.tv torna di nuovo attivo.
Altri esempi di shock site sono Bestgore.com, shockgore.com e Rotten.com, più volte coinvolti in cause legali e non più accessibili.